# Lübsche Vogtei

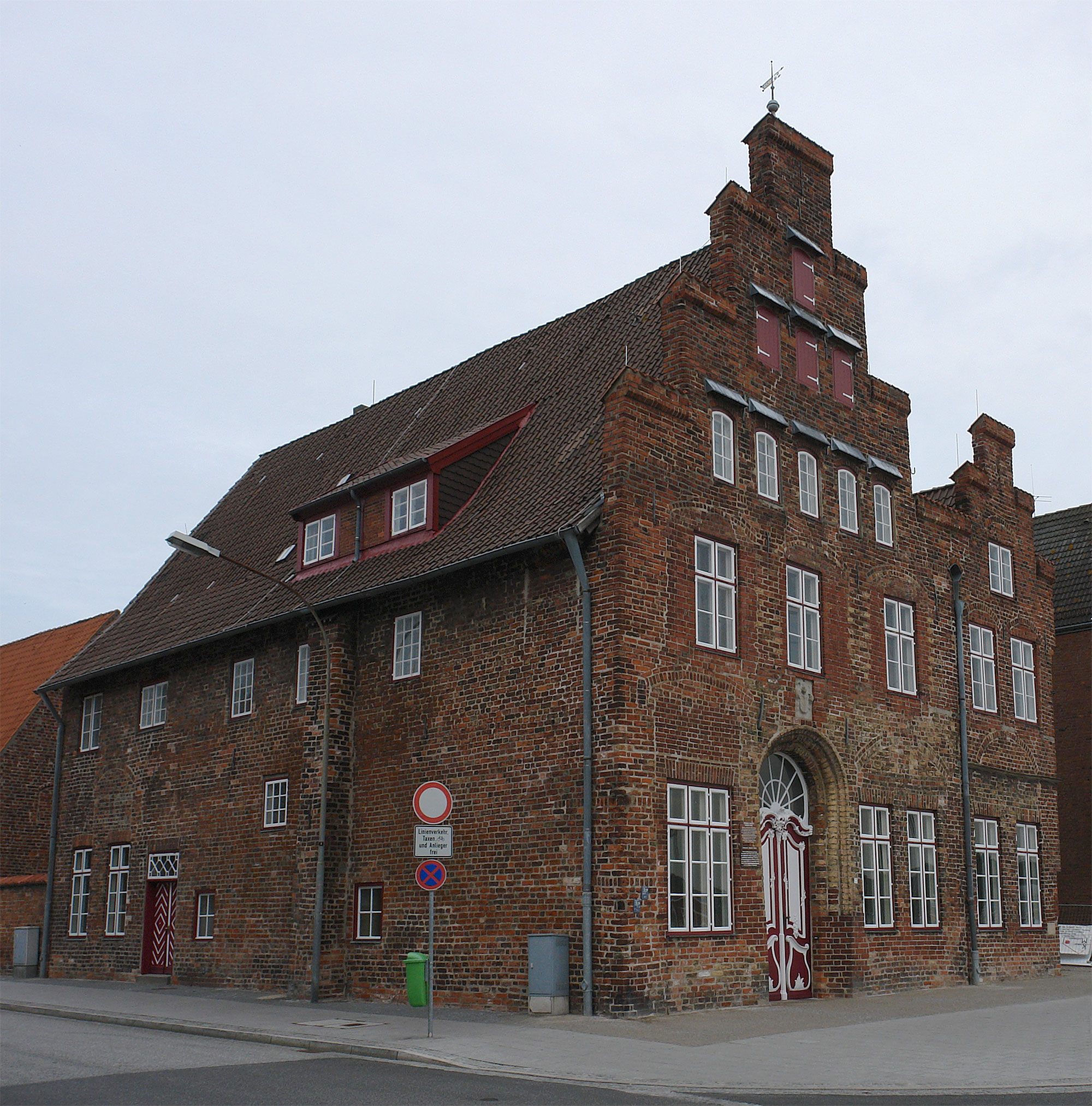
Lübsche Vogtei in Travemünde

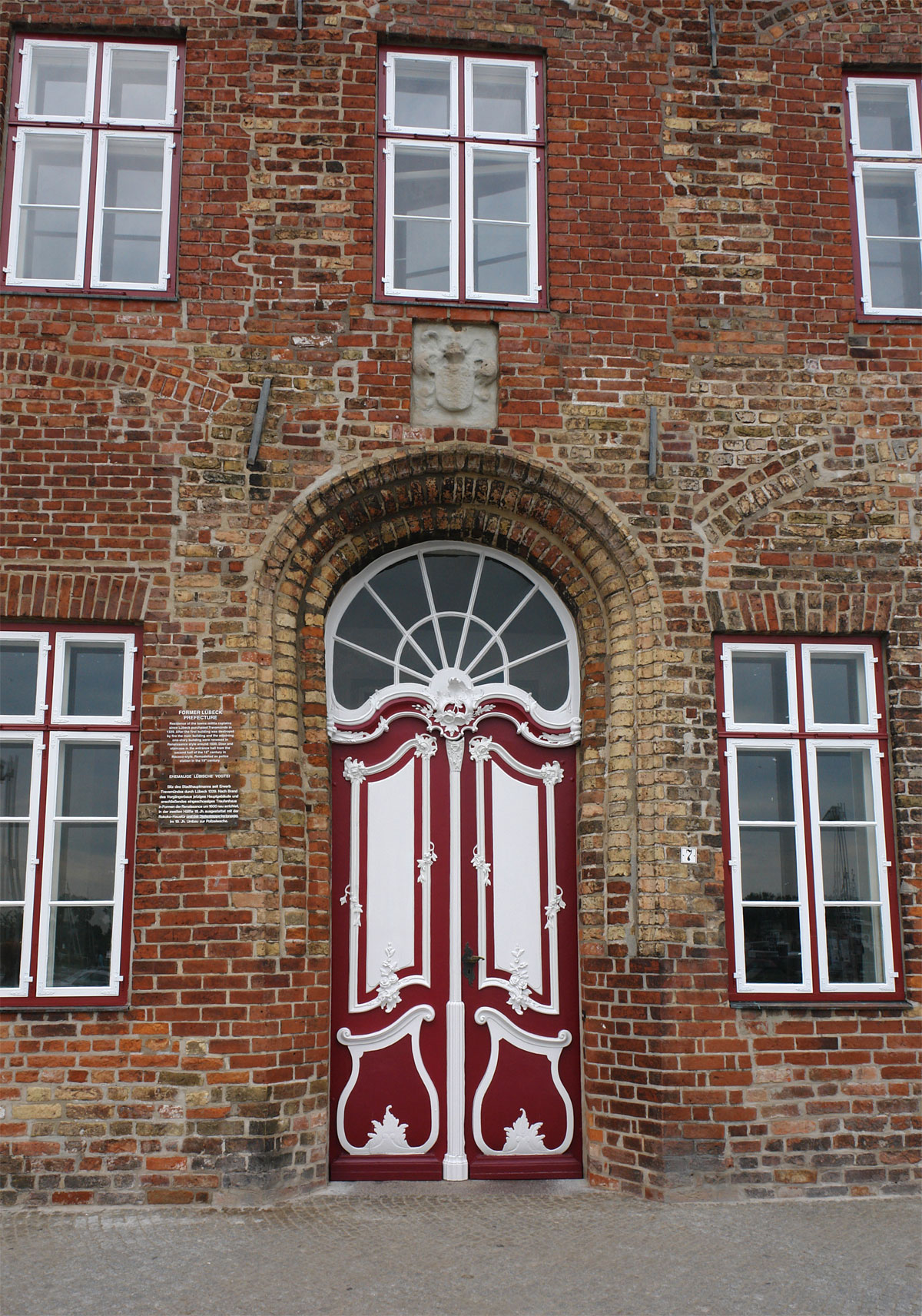
Detail: Renaissanceportal mit Rokokotür

Die Lübsche Vogtei ist ein historisches Backsteingiebelhaus im Stil der Renaissance, das 1551 erbaut wurde und sich im alten Ortskern von Travemünde befindet. Das Gebäude hat eine lange Geschichte und war im Laufe der Jahrhunderte von zentraler Bedeutung für die Verwaltung und Rechtsprechung in der Region. Heute ist es ein saniertes Wohn- und Geschäftshaus, das zu den ältesten erhaltenen Bauten Travemündes gehört, die nach dem verheerenden Stadtbrand von 1522 wieder aufgebaut wurden.

## Historische Bedeutung
Ursprünglich diente die Lübsche Vogtei als Sitz des Lübecker Vogtes, der als Vertreter der Stadt Lübeck die Rechtsprechung und Verwaltung im strategisch wichtigen Vorhafen von Travemünde übernahm. In dieser Funktion war der Vogt für die Kontrolle des Seehandels und für die Organisation der städtischen Sicherheit zuständig. Später, im 19. Jahrhundert, wurde das Gebäude zum Sitz des Amtsverwalters des Amtes Travemünde, das für die Verwaltung des Ortes und seiner Umgebung verantwortlich war. Im 20. Jahrhundert diente das Haus der Lübecker Polizei als Revierwache.

## Architektur
Die Lübsche Vogtei ist ein zweigeschossiges Renaissance-Giebelhaus, das in Backsteinbauweise errichtet wurde. Der Bau zeichnet sich durch zwei markante Treppengiebel aus, die typisch für die Architektur dieser Epoche sind. Der größere Hauptgiebel auf der linken Seite des Gebäudes betont die Straßenecke zur Lorenzstraße und weist auf die nahegelegene Lorenzkirche hin. Der kleinere Giebel rechts bildet die Ecke zur offenen Hoffläche des Grundstücks.
Im Hauptgiebel sind Holzluken zu den Speichergeschossen zu finden, die eine interessante funktionale Ergänzung der Fassade darstellen. Über dem Portal aus profiliertem Backstein ist ein Wappen aus Sandstein eingelassen, das auf das Jahr 1600 datiert wird und als weiteres Zeugnis der Historie des Gebäudes dient. Die Haustür weist Merkmale des Rokoko-Stils auf. Der Seitenflügel des Hauses an der Lorenzstraße wurde im Laufe der Jahre durch Garageneinbauten und Fensteröffnungen stark verändert, was das ursprüngliche Erscheinungsbild des Gebäudes in diesem Bereich beeinträchtigt hat.

## Innenausstattung
Im Inneren der Lübschen Vogtei ist eine bemerkenswerte Rokoko-Treppe erhalten, die mit geschnitzten Pfosten und einer durchbrochenen Brüstung ausgestattet ist. Diese Treppe stammt aus dem 18. Jahrhundert und stellt ein wichtiges Beispiel für die Möbel- und Dekorationskunst dieser Zeit dar.
Während der umfangreichen Sanierungsarbeiten bis 2007 wurden hinter früheren Verschalungen, die das Gebäude während seiner Nutzung als Polizeiwache verdeckten, Deckenmalereien aus der ursprünglichen Bauzeit um 1600 entdeckt. Besonders hervorzuheben ist die Kaiserdecke von 1623, die eine wichtige historische Quelle für die Kunstgeschichte der Region darstellt. Diese Deckenmalerei wurde während der Restaurierung sorgfältig konserviert.

## Hochwassermarken
Ein weiteres bemerkenswertes Detail an der Außenmauer des Gebäudes sind die Hochwassermarken, die die Wasserstände bedeutender Hochwasserereignisse dokumentieren. Besonders interessant sind die Marken, die auf die Hochwasserstände von 1625 und das Ostseesturmhochwasser von 1872 hinweisen, die beide verheerende Auswirkungen auf Travemünde hatten.

## Aktuelle Nutzung
Nach der Sanierung wird das Gebäude heute als privates Wohn- und Geschäftshaus genutzt. Es befindet sich am Anfang der Travemünder Vordereihe, einer der zentralen Straßen des historischen Ortskerns, und trägt damit zur Erhaltung des architektonischen Erbes von Travemünde bei. Die Lübsche Vogtei ist ein herausragendes Beispiel für die Renaissance-Architektur und die Geschichte des Ortes.